# Riserva regionale Voltigno e Valle d'Angri
La riserva regionale Voltigno e Valle d'Angri è stata un'area naturale protetta situata nei comuni di Brittoli, Civitella Casanova, Carpineto della Nora, Farindola, Montebello di Bertona, Villa Celiera, Ofena e Villa Santa Lucia degli Abruzzi, tra le province di Pescara e dell'Aquila, all'interno del Parco nazionale del Gran Sasso e Monti della Laga. La riserva occupava una superficie di 5.172 ettari ed era stata istituita nel 1989.
La riserva è stata abrogata nel 1999 perché ricadente nel parco nazionale.

## Storia
La riserva è nata nel 1989 al pari della riserva naturale del Corno Grande di Pietracamela in virtu' di provvedimenti legislativi che mirano alla tutela di zone di interesse ad alto valore naturalistico e paesaggistico. È stata poi inglobata nel parco nazionale del Gran Sasso e Monti della Laga sin dal 1991 e successivamente dismessa.

## Territorio
L'area, un altipiano di medie dimensioni di circa 4,5 km, noto come Altopiano del Voltigno, ricade nelle pendici meridionali del Gran Sasso d'Italia, tra la Cima del Cioccola a nord e il Monte Cappucciata a sud, a quote intorno ai 1.350-1.450 m. La Val d'Angri risale a nord-ovest dal suddetto altopiano verso Campo Imperatore.

## Flora
La zona circostante l'altopiano è coperta nei suoi versanti montuosi da boschi di faggio a appartenenti ad antiche foreste.

## Fauna
Nell'area sono presenti esemplari di rapaci, lupi e la presenza sporadica dell'orso bruno marsicano.

## Punti di interesse
La zona è collegata all'altopiano di Campo Imperatore dal Vallone di Cretarola che lo collega a sua volta alla zona di Fonte Vetica-Vado di Sole.  In lontananza in basso si staglia la Valle del Tirino, mentre a est oltre la linea di cresta montuosa si apre la zona di Rigopiano, nel comune di Castelli e Farindola.  Una strada asfaltata a mezza costa sotto il Monte Cappucciata la collega alla zona di Penne attraverso il valico di Forca di Penne.

## Accessi
Vi si accede da Ofena e Villa Santa Lucia degli Abruzzi salendo per Campo Imperatore oltre che da Brittoli, Civitella Casanova, Carpineto della Nora, Farindola, Montebello di Bertona e Villa Celiera.

## Attività
Sono possibili escursioni a piedi, a cavallo o in mountain bike.

## Strutture ricettive
Sono presenti aree ristoro, picnic e un rifugio non custodito.